# Nuno Treez
Nuno Treez é conhecido como um jogral galego. As suas cantigas aparecem fazendo parte do hipotético Cancioneiro de jograis galegos, pelo que podemos deduzir que seria um jogral de profissão e também de origem galega.

## As dúvidas sobre o apelidoTreez
O apelido deste jogral tem sido muito debatido e, ainda que o mais aceite é Treez, há outras opiniões.

## Cantigas
De Nuno Treez são conhecidas quatro cantigas: Des quando vos fostes daqui; Sam Clemenço do Mar; Nom vou eu a Sam Clemenço orar, e faço gram razom e Estava-m' em Sam Clemenço, u fora fazer oraçom.